# 606
606 (DCVI na numeração romana) foi um ano comum do século VII, do Calendário Juliano, da Era de Cristo, teve início e fim em um sábado, com a letra dominical B.
| ano completo                   |
| ------------------------------ |
| Ano comum com início ao sábado |

## Mortes
- 22 de Fevereiro - Papa Sabiniano